# PAS Teheran
PAS (perz. پاس) je bivši iranski nogometni klub iz Teherana. 
Osnovan je 8. srpnja 1963. godine, a glavno igralište bio mu je Stadion Šahid Dastgerdi koji prima 8250 gledatelja.
Najveći uspjesi su mu trostruko osvajanje državnog prvenstva i AFC Lige prvaka (1992./93.)
Raspuštanje kluba 9. lipnja 2007. godine posljedica je reforme iranskog nogometnog saveza kojom se smanjio broj teheranskih klubova.

## Vanjske poveznice
- (perz.) Službene klupske stranice